# Project Interuniversitaire Olympiade Natuurkunde
Het Project Interuniversitaire Olympiade Natuurkunde (PION) is een natuurkundewedstrijd voor teams van vier Nederlandse natuurkundestudenten. De wedstrijd wordt georganiseerd door de studenten zelf. Hoewel de deelnemers van universiteiten uit het hele land komen, wordt zij de laatste jaren meestal gewonnen en georganiseerd door leden van de studieverenigingen  VvTP (TU Delft), A-Eskwadraat (Universiteit Utrecht), S.V. Arago (Utwente) en De Leidsche Flesch (Universiteit Leiden). Een wiskundevariant van het PION heet de Landelijke Interuniversitaire Mathematische Olympiade (LIMO). Het PION bestaat sinds 1995 en wordt georganiseerd vanuit het SPIN.
Sinds 2014 dient PION als voorronde van de internationale competitie PLANCKS.